# Abteilung (Organisation)

Beispiel: Interne Organisation eines (fiktiven) Bundesministeriums. In deutschen Ministerien fasst eine Abteilung mehrere verwandte Referate zusammen, der Abteilungsleiter steht diesen vor und berichtet einem Staatssekretär.

Eine Abteilung ist in Unternehmen oder Behörden die Zusammenfassung mehrerer Stellen, die gemeinsame oder direkt zusammenhängende Aufgaben eines einheitlichen Arbeitsgebiets erfüllen und einer Instanz (Leitungsstelle) unterstellt sind.
Als Organisationseinheit ist sie ein Element der Aufbauorganisation. Die Leitungsstelle einer Abteilung wird Abteilungsleiter(in) genannt. Die Gliederung in verschiedene Abteilungen ist das Ergebnis der Arbeitsteilung.
Eine Abteilungsbildung findet vornehmlich in großen Organisationen aus Gründen der Arbeitsteilung und Spezialisierung statt. Weiter impliziert der Begriff Abteilung, dass es stets mehrere dieser organisatorischen Einheiten gibt, denn eine einzige Abteilung würde ein Unternehmen oder eine Behörde als Ganzes repräsentieren. Abteilungen können wiederum zu größeren Organisationseinheiten (Hauptabteilungen, Ämter) zusammengefasst werden, bis schließlich ein pyramidenförmiges Stellengefüge, eine Hierarchie entsteht.
In der deutschen öffentlichen Verwaltung hingegen ist die Abteilung die oberste hierarchische Ebene unterhalb der Behördenleitung. Sie fasst mehrere fachlich verwandte Referate zusammen. Oft existiert als Zwischenebene noch die (Referats-)Gruppe.

## Arten
Einige Abteilungen sind nach ihrem Sachgebiet benannt, so etwa die Organisationsabteilung, Personalabteilung oder die Rechtsabteilung. Die Organisationsabteilung agiert entweder als Linienabteilung mit Weisungs- und Entscheidungsbefugnis oder als Stabsabteilung ohne diese Befugnisse. Allgemein unterscheidet man auch zwischen aufgabenorientierten, personenorientierten und sachmittelorientierten Abteilungen (divisionale und funktionale Differenzierung). Abteilungen mit Aufgabenorientierung, wie etwa technologieorientierte, ändern sich nach der ihr zugewiesenen Aufgabe und richten sich nach Ergebnissen. Personenorientierte Abteilungen dienen ausschließlich den Bedürfnissen ihres Personals, bei sachmittelorientierten Abteilungen stehen die Arbeitsmittel im Vordergrund.

## Entstehung
Abteilungen entstehen im Zuge der Abteilungsbildung von einzelnen Stellen, die anhand bestimmter Kriterien geordnet und zusammengefasst werden. Von einem Organisationsauftrag ausgehend ergeben sich für das Organisationsmanagement folgende Aufgaben:
- Die Organisationsanalyse bildet bei einer Reorganisation den Ausgangspunkt der Organisationstätigkeit. Sie baut auf der Aufnahme von Informationen der bisher gegebenen Organisationsstruktur auf, die anschließend einer Ist-Kritik unterzogen wird, um Schwachstellen der gegebenen Organisation herauszufiltern.
- Die Organisationsplanung legt in der Gegenwart fest, welche Organisationsstrukturen bis zu einem bestimmten Zeitpunkt geschaffen und implementiert werden sollen. Die Organisationsplanung geht der praktischen Organisationsgestaltung voraus und versucht, die bestmögliche Umsetzung zielorientierter Strategien.
- Die Organisationsgestaltung umfasst die Realisierung der geplanten Organisationsstruktur, d. h. das Realisieren durch aktives Verwirklichen der organisatorischen Ideen. Dabei setzt das Organisationspersonal organisatorische Instrumente ein, die der organisatorischen Zielerreichung (Soll) dienlich sind.
- Die Organisationseinführung erfolgt nach einer positiven Organisationsentscheidung der Unternehmensleitung, die damit ihre Zustimmung zu den Vorschlägen des Organisationspersonals ausdrückt. Die Ergebnisse der neuen Organisationsstruktur werden dokumentiert und präsentiert. Später erfolgt die Organisationskontrolle durch den Soll-Ist-Vergleich.

Die Organisationsabteilung wird bei ihren Aktivitäten vom Organisationscontrolling unterstützt, das Koordinations-, Planungs-, Kontroll- und Steuerungsaufgaben wahrnimmt.

## Vor- und Nachteile
Vorteile
Auf Grund der Abteilungsbildung verbessert sich die Koordination zwischen den einzelnen Stellen. Durch die Bildung von Abteilungen entsteht eine Hierarchie, was zur Entlastung der Instanzen (Leitungsstellen) führt, da die Leitungsspanne verkleinert wird. Für Abteilungsmitglieder wird die Komplexität der internen Organisationsumwelt reduziert und eine Identifikation mit einer überschaubaren Aufgabe ermöglicht, was die Motivation erhöhen kann.
Nachteile
Die Abteilungsbildung zieht jedoch auch gewisse Dysfunktionen nach sich, denn die Identifikation mit Abteilungsaufgaben und -zielen kann zu Abteilungsegoismen und zu Konflikten zwischen Abteilungen führen, was wiederum den Koordinationsaufwand der Organisation erhöht. In Kombination mit betrieblichen Hierarchieebenen (horizontale Aufteilung) kommt es zu Inselbildung (personell, informativ etc.)

## Wirtschaftliche Aspekte
Die Abteilung als Organisationseinheit ist in Unternehmen oft auch die Kostenstelle. Ihr werden insbesondere die in der Abteilung anfallenden Personalkosten und Materialkosten zugerechnet. Bei der Budgetierung der Plankosten sorgt ein Budget dafür, dass die künftigen Personal- oder Materialkosten lediglich mit einem vorgegebenen Prozentsatz steigen dürfen, sodass auch Beförderungen nur im Rahmen dieses Abteilungsbudgets möglich sind. Eine innerbetriebliche Leistungsverrechnung sorgt dafür, dass die Tätigkeiten einer Abteilung für eine andere durch sekundäre Kostenverrechnung der auftragsgebenden Abteilung angelastet werden.